# 501
501 (DI) je bilo navadno leto, ki se je po julijanskem koledarju začelo na ponedeljek.

## Dogodki
- 1. januar

## Smrti
- - Ču Čungdži, kitajski astronom, matematik, fizik (* 429)